# Caryophyllia balanacea
Caryophyllia balanacea is een rifkoralensoort uit de familie Caryophylliidae. De wetenschappelijke naam van de soort is voor het eerst geldig gepubliceerd in 1990 door Zibrowius & Gili.